# Mesochorus rallus
Mesochorus rallus är en stekelart som beskrevs av Dasch 1974. Mesochorus rallus ingår i släktet Mesochorus och familjen brokparasitsteklar. Inga underarter finns listade i Catalogue of Life.